# Trattato delle acque dell'Indo
Il trattato delle acque dell'Indo (in inglese: Indus Water Treaty (IWT); in indi: सिंधु जल संधि; in urdu: سندھ طاس معاہدہ) è un trattato sulla redistribuzione e utilizzo delle acque del fiume Indo tra India e Pakistan, concluso grazie all'intervento della Banca Mondiale. Il trattato è stato siglato a Karachi il 19 settembre 1960 dal primo ministro indiano Jawaharlal Nehru e dal presidente pakistano Ayyub Khan.

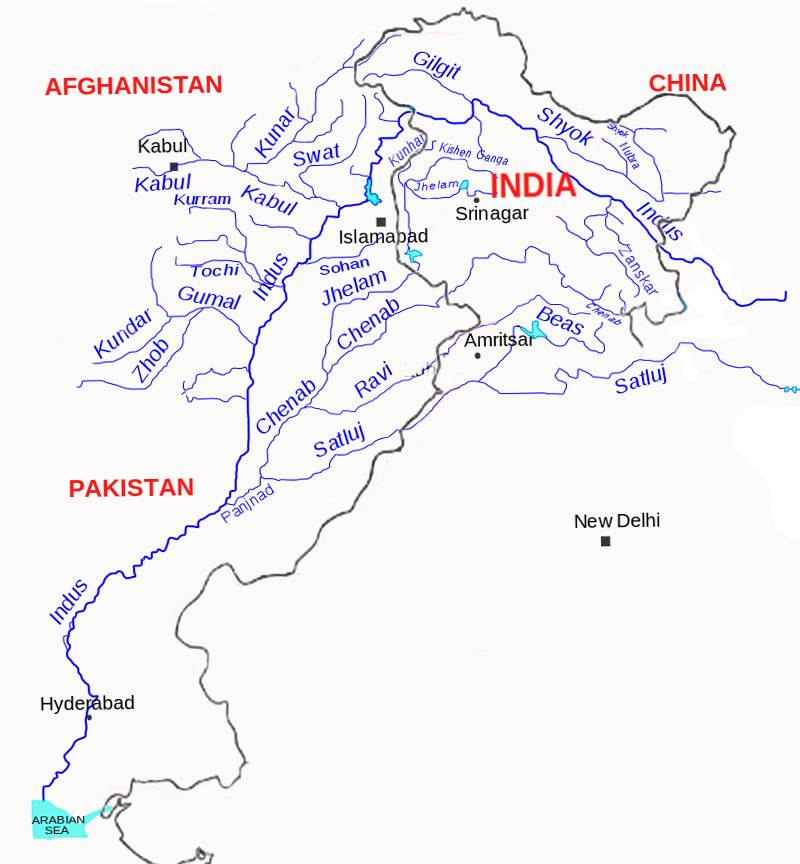
Bacino idrografico del fiume Indo.

## Contesto storico
Le acque del bacino del fiume Indo hanno origine sui monti del Tibet e della catena dell'Himalaya, negli stati e territori di Jammu e Kashmir, Ladakh e Himachal Pradesh, scorrendo a valle negli stati di Punjab, di Sindh, di Jammu e Kashmir e di Himachal Pradesh. Questi, poi, convergono nella pianura del Pakistan e sfociano nel mar Arabico a sud di Karachi. Dove una volta c'erano solo piccole strisce di terra irrigate, lo sviluppo agricolo dell'area nell'ultimo secolo ha visto nascere una grande rete di canali che provvede a fornire acqua ad un'area di circa 110.000 km², la più grande al mondo che sfrutta le acque di un solo fiume.

Dopo la partizione dell'India in seguito all'indipendenza dal Regno Unito si originò un conflitto per il controllo delle abbondanti acque dell'Indo. I neonati stati furono in disaccordo su come condividere e controllare il bacino nel suo complesso. La principale causa scatenante risiedeva nella geografia, la quale aveva concesso all'India l'origine dei principali affluenti. Il Pakistan vide minacciata la sua principale forma di sostentamento dalle prospettive di controllo dell'India sui tributari dell'Indo. Dove l'India, infatti, vedeva delle possibilità per il suo sviluppo, il Pakistan si vedeva privare delle possibilità di irrigazione delle zone agricole.

Durante il primo anno dalla partizione, le acque vennero regolate in base all'Accordo di Inter-Dominion del 4 maggio 1948. Questo trattato obbligava l'India a rilasciare la quantità di acqua necessaria per le necessità del Pakistan in cambio di un pagamento annuale da parte del governo pakistano. L'accordo fu stipulato per sopperire alle necessità del momento, mentre in seguito si tennero nuove negoziazione per ottenere una soluzione permanente. Entrambe le controparti, però, non volevano cedere sulle loro posizioni, facendo giungere i negoziati ad un punto di stallo. 
Dal punto di vista indiano non c'era assolutamente nulla che il Pakistan potesse fare per distogliere l'India dal deviare il corso degli affluenti. A questo punto il Pakistan affermò di voler risolvere la questione affidandosi alla corte internazionale di giustizia, ma l'India si rifiutò, affermando che la questione avrebbe dovuto risolversi bilateralmente: cosa che avvenne nel 1960.

## Contenuto
In base a questo accordo, il controllo delle acque dei tre fiumi "orientali" dell'India ( il Beas, il Ravi e il Sutlej) venne  dato all'India, mentre il controllo dei tre fiumi "occidentali" dell'India ( l'Indo, il Chenab e il Jhelum) venne dato al Pakistan. Più controversa, invece, fu la disposizione su come le acque avrebbero dovuto essere condivise. Siccome i fiumi del Pakistan ricevono la maggior parte dei flussi idrici dall'India, i trattati concedono a quest'ultima l'utilizzo delle acque dei fiumi "occidentali" in modo limitato in agricoltura e illimitato per la creazione di energia, uso domestico e per le attività che non consumano le risorse idriche; in ogni modo si vieta all'India di costruire bacini per l'immagazzinamento e limitazione dei flussi idrici. Secondo il trattato, quindi, l'India ha diritto all'utilizzo di circa il 20% dell'acqua del bacino dell'Indo, mentre il Pakistan ha diritto allo sfruttamento della parte restante.
Dalla ratifica del trattato, India e Pakistan non sono stati coinvolti in una "guerra per l'acqua" e la maggior parte delle dispute è stata risolta per via legale, rifacendosi al trattato stesso. Proprio per questi motivi, il Trattato delle acque dell'Indo viene considerato il miglior tentativo di condivisione delle acque al mondo, anche se alcuni studiosi ritengono sia necessario aggiornarlo e inserire negli obbiettivi quello della lotta ai cambiamenti climatici.

## Sospensione
Il 23 aprile 2025, a seguito di un attentato nella valle di Baisaran, vicino a Pahalgam, nel territorio di Jammu e Kashmir, il governo indiano, in una riunione del Comitato di Gabinetto per la Sicurezza, ha dichiarato la sospensione del trattato con il Pakistan, citando preoccupazioni per la sicurezza nazionale. L'India non ha informato la Banca Mondiale. Un portavoce della Banca Mondiale ha dichiarato che la Banca sarebbe solo un firmatario con poteri limitati.
In seguito alla sospensione del trattato, l'India ha ridotto significativamente il flusso d'acqua attraverso il fiume Chenab, che attraversa il Pakistan. Le autorità pakistane hanno dichiarato di aver subito un calo del 90% nella fornitura d'acqua e hanno accusato l'India di soffocare il flusso del fiume. L'India ha inoltre avviato nuovi progetti idroelettrici e ha iniziato a costruire dighe sui fiumi occidentali, azioni precedentemente limitate dal trattato.
Secondo quanto riferito, il Pakistan avrebbe avvertito che qualsiasi tentativo da parte dell'India di interrompere il flusso di acqua dai fiumi condivisi potrebbe essere considerato un atto di guerra e attaccherebbe l'India con armi nucleari.